# Cobalto
Cobalto (do alemão Kobold, duende, demônio das minas) é um elemento químico, símbolo Co, número atômico 27 (27 prótons e 27 elétrons) e massa atómica 58,93 uma, encontrado em temperatura ambiente no estado sólido.
É um metal de transição situado no grupo 9 (anteriormente denominado VIIB) da Classificação Periódica dos Elementos. É utilizado para a produção de superligas usadas em turbinas de gás de aviões, ligas resistentes a corrosão, aços rápidos, carbetos, ferramentas de diamante e baterias de íon lítio. O Co-60, radioisótopo é usado como fonte de radiação gama em radioterapia e esterilização de alimentos.

## Características principais
O cobalto é um metal que apresenta característica ferromagnética. Sua temperatura de Curie é de 1388 K (1114,85 °C, 2038,73 °F) . Normalmente é encontrado junto com o níquel, e ambos fazem parte dos meteoritos de ferro. É um elemento químico essencial para os mamíferos em pequenas quantidades. O Co-60, um radioisótopo, é um importante traçador e agente no tratamento do câncer.
O cobalto metálico é normalmente constituído de duas formas alotrópicas com estruturas cristalinas diferentes: hexagonal e cúbica centrada nas faces, sendo a temperatura de transição entre ambas de 722 K.
Apresenta estados de oxidação baixos. Os compostos nos quais o cobalto possui um estado de oxidação de +IV são pouco comuns. O estado de oxidação +II é muito frequente, assim como o +III (embora em menor escala, essencialmente presente em compostos de coordenação). Também existem complexos importantes com o cobalto apresentando estado de oxidação +1.

## Aplicações
- ligas metálicas: superligas usadas em pás de turbinas a gás, turbinas de aviões, ligas resistentes a corrosão, aços rápidos, carbetos e ferramentas de diamante.
- Ímãs do tipo (Alnico) e em cintas magnéticas
- Catálise do petróleo e indústria química.
- Revestimentos metálicos por eletrodeposição devido ao seu aspecto, dureza e resistência à corrosão.
- Secante para pinturas: tintas e vernizes.
- Revestimento base de esmaltes vitrificados.
- Pigmentos: cobalto preto e cobalto verde.
- Eletrodos de baterias elétricas.
- Cabos de aço de pneumáticos.
- O Co-60, radioisótopo é usado como fonte de radiação gama em radioterapia, esterilização de alimentos (pasteurização fria) e radiografia industrial para o controle de qualidade de metais (detecção de fendas).

## Papel biológico
O cobalto em pequena quantidade é um elemento químico essencial para numerosos organismos, incluindo os humanos. A presença de quantidades entre 0,13 e 0,30 ppm no solo melhora sensivelmente a saúde dos animais de pastoreio. O cobalto é um componente central da Vitamina B12.  Existem diferentes versões moleculares desta vitamina. Hidroxicobalamina é uma versão natural desta vitamina, feita por alguns tipos de bactéria assim como a Metilcobalamina que é encontrada também em alguns alimentos. Ambas as versões também são encontradas e usadas na forma de suplemento. Cianocobalamina é uma versão sintética desta vitamina. Apresenta absorção pelo organismo diminuta em comparação a que ocorre pela Metilcobalamina. 

## História

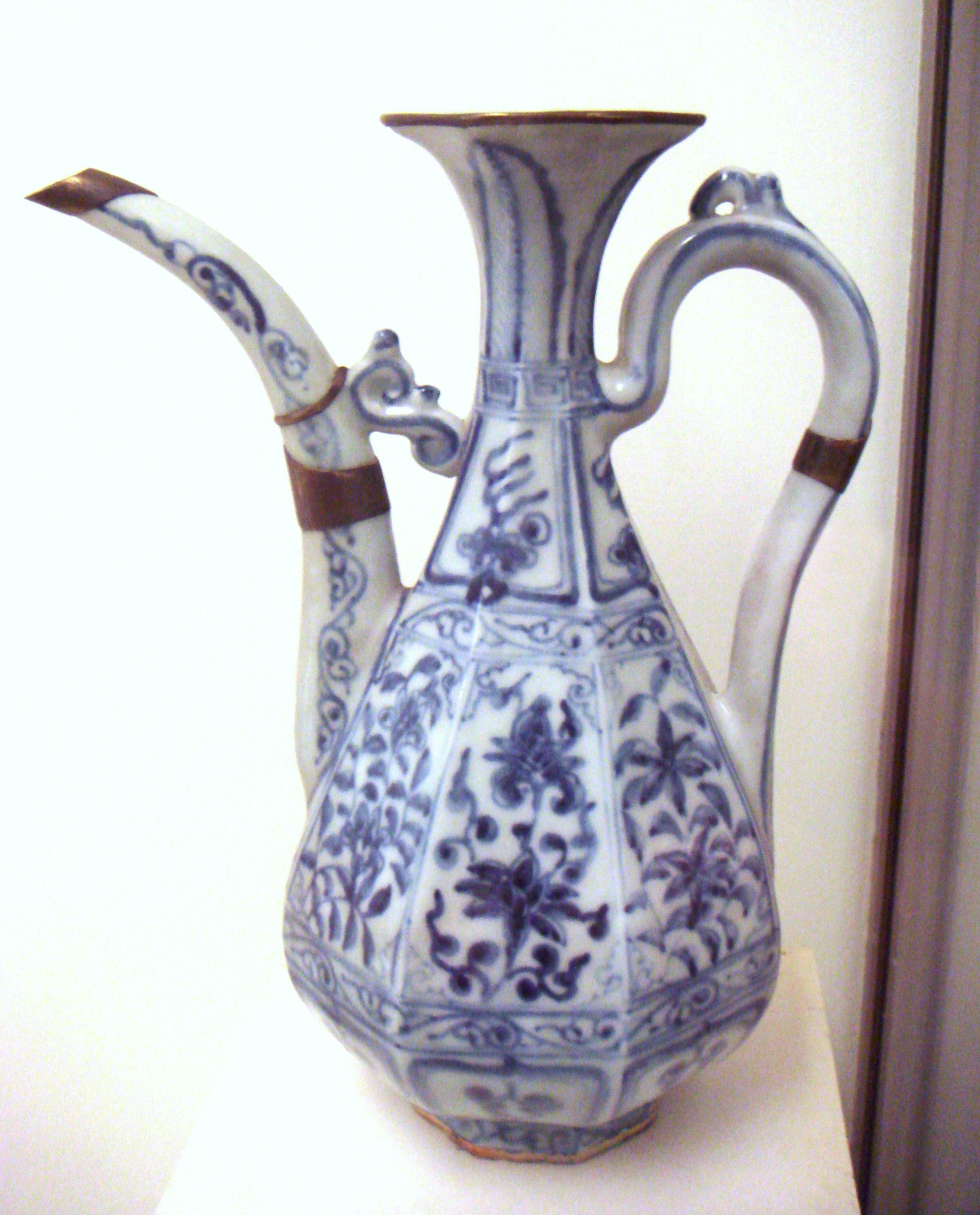
Cerâmica chinesa azul com porcelana branca, fabricada c.1335

Compostos de cobalto têm sido utilizados por séculos por transmitir uma cor azul ao vidro e cerâmicas. O Cobalto foi detectado em esculturas egípcias e pedras preciosas persas do terceiro milênio A.C., nas ruinas de Pompéia (destruída em 79 A.C.) e na China da dinastia Tang (618-907) e Dinastia Ming (1368–1644).
O elemento foi descoberto por Georg Brandt. A data do descobrimento é incerta, variando nas diversas fontes entre 1730 e 1737. Brandt foi capaz de demonstrar que o cobalto era o responsável pela coloração azul do vidro, que previamente era atribuído ao bismuto.
O nome do elemento é proveniente do alemão kobalt ou kobold, que significa espírito maligno ou demônio das minas, chamado assim pelos mineiros devido a sua toxicidade, e os problemas que ocasionava eram semelhantes aos do níquel, contaminando e degradando os elementos que se desejava extrair. Uma outra possível etimologia desta palavra é atribuída aos mineiros Harz e Erzgebirgechitze, que sentiram-se logrados, já que, além de não possuir o valor esperado, este metal era nocivo à saúde e à prata (metal que ocorre junto com o cobalto); segundo a lenda, acreditavam os mineiros que um duende roubava a prata, deixando o cobalto em seu lugar.
Durante o século XIX, entre 70 e 80% da produção mundial de cobalto era obtido na fábrica norueguesa Blaafarveværket do industrial prussiano Benjamin Wegner.
Em 1938 John Livingood e Glenn Seaborg descobriram o cobalto-60. A primeira máquina de radioterapia, bomba de cobalto, foi construída no Canadá por uma equipe liderada por Ivan Smith e Roy Errington, utilizada num paciente em 27 de outubro de 1951. O equipamento atualmente se encontra exposto no Saskatoon Cancer Centre, na cidade de Saskatoon (Saskatchewan).

## Abundância e obtenção
O metal não é encontrado em estado nativo, mas em diversos minerais, razão pela qual é extraído normalmente junto com outros produtos, especialmente como subproduto do níquel e do cobre. Os principais minérios de cobalto são a cobaltita, eritrina, cobaltocalcita e skuterudita. Os maiores produtores de cobalto são a República Democrática do Congo, a República Popular da China, a Zâmbia, a Rússia e a Áustria.
| 1.  | República Democrática do Congo | 100.000 |
| 2.  | Rússia                         | 6.300   |
| 3.  | Austrália                      | 5.740   |
| 4.  | Filipinas                      | 5.100   |
| 5.  | Cuba                           | 3.800   |
| 6.  | Madagáscar                     | 3.400   |
| 7.  | Canadá                         | 3.340   |
| 8.  | Papua-Nova Guiné               | 2.910   |
| 9.  | China                          | 2.500   |
| 10. | Marrocos                       | 2.300   |

Fonte: USGS.

Um quadro diferente surge quando se analisam as empresas que administram minas de cobalto. Segundo reportagem publicada pela revista especializada illuminem, os principais produtores são empresas constituídas no Reino Unido (Glencore e Eurasian Natural Resources) e na China (China Molybdenum e Metorex). Os acionistas chineses, por sua vez, controlam as duas empresas que representam 13,8% da produção mundial e cerca de 24% da produção produzida por grandes empresas conhecidas e ativas. Por outro lado, as empresas constituídas na República Democrática do Congo controlam apenas 3,5% da produção global.

## Compostos
Devido aos vários estados de oxidação que apresenta, existem numerosos compostos de cobalto. Os óxidos CoO (temperatura de Néel 291 K) e Co3O4 (temperatura de Néel 40 K) são ambos antiferromagnéticos a baixas temperaturas.

## Isótopos
O cobalto natural contém um único isótopo estável, o Co-59. Se tem caracterizado 22 radioisótopos sendo os mais estáveis Co-60, o Co-57 e o Co-56 com meias-vidas de 5,2714 anos, 271,79 dias e 70,86 dias, respectivamente. Os demais isótopos radioativos apresentam meias vidas inferiores a 18 horas e a maioria menos de 1 segundo. A massa atómica dos isótopos do cobalto oscila entre 50 uma (Co-50) e 73 uma (Co-73). Os isótopos mais leves que o estável (Co-59) se desintegram principalmente por captura eletrônica originando isótopos de ferro, e os mais pesado que o isótopo estável se desintegram por emissão beta originando isótopos de níquel.
O cobalto-60 é usado em radioterapia em substituição ao rádio devido ao seu menor preço. Produz raios gamas com energias de 1,17 MeV e 1,33 MeV. Como fonte para unidades de cobaltoterapia possui aproximadamente quinze centímetros de diâmetro por dois de altura (Forma de um cilindro). Tais tipos de fonte provocam a aparição de zonas de penumbra (por causa de sua extensão) nas bordas do campo de irradiação. O metal tende a produzir um pó muito fino que dificulta a proteção frente a radiação. A fonte de Co-60 tem uma vida útil de aproximadamente 5 anos, porém superado este tempo continua sendo muito radioativo, motivo pelo qual estas fontes tem perdido, em certa medida, sua popularidade no ocidente.

## Precauções
O cobalto metálico em pó finamente dividido é tóxico. Os compostos de cobalto geralmente devem ser manipulados com cuidado devido à ligeira toxicidade do metal.
O Co-60 é radioativo e a exposição a sua radiação pode provocar câncer. Na ingestão de Co-60 ocorre a acumulação de alguma quantidade nos tecidos, que é eliminada muito rapidamente. Numa eventual guerra nuclear, a emissão de nêutrons converteria o cobalto em Co-60 multiplicando os efeitos da radiação após a explosão, prolongando no tempo os efeitos da contaminação radioativa. Com este propósito se desenham algumas armas nucleares denominadas armas sujas (do inglês dirty bomb). A Máquina do Juízo Final, do filme Dr. Strangelove, e a lista do cobalto, da série National Kid, fazem alusão a esta bomba de cobalto. Em tempos de paz, o risco provém da inadequada manipulação ou manutenção das unidades de radioterapia.